# Christa Koslitz
Christa Koslitz (* 8. Dezember 1944 in Berlin) ist eine deutsche Keramikerin und Malerin.

## Leben
Koslitz’ Eltern zogen nach ihrer Geburt nach Hennigsdorf, wo sie die Schule besuchte. Im Jahr 1959 begann sie eine dreijährige Töpferlehre in der Keramikwerkstatt Grothe in Velten, die sie im Jahr 1962 erfolgreich abschloss. Im Jahr 1970 legte sie die Meisterprüfung ab. Während ein großer Teil der Keramiker in und um Berlin an der Hochschule in Weißensee studierte, erhielt sie ihre künstlerische Prägung von 1976 bis 1977 beim Studium an der Hochschule für Industrielle Formgestaltung Halle, heute Burg Giebichenstein Kunsthochschule Halle. 1978 hatte sie in Schwedt ihre erste Einzelausstellung.
Über den gesamten Zeitraum arbeitete sie weiter im Veltener Betrieb, der für den Staatlichen Kunsthandel der DDR ein umfangreiches Sortiment hauptsächlich an Vasen, Krügen und Schalen in klaren, schlichten und zeitlosen Formen aus unglasierter und polierter Terrakotta bzw. Terra Sigillata produzierte. Über Jahre drehte sie Gefäße im Leistungslohn und erwarb sich so eine technische Routine, die bis heute die handwerkliche Basis ihres Œuvre bildet.
Erfahrungen mit Glasuren, der zweite wichtige Teil der Keramik, konnte sie in diesem Betrieb jedoch nicht sammeln, sondern erwarb sich diese Kenntnisse allein und Autodidaktisch.
Unterstützt wurde sie dabei von Hedwig Bollhagen.
Als im Auftrag der „Burg“ Giebichenstein die dort tätigen Gerd Lucke und Frank-Rainer Liebscher (* 1939) auf der Suche nach einer Töpferei für die Keramikstudenten auch die Werkstatt Grothe aufsuchten, kam sie mit beiden in Kontakt und konnte auf Vermittlung von Gerd Lucke das bei Handwerkern mit gestalterischen Ambitionen begehrte Abendstudium bei Walter Funkat an der Burg in den späten 1970er Jahren erfolgreich absolvieren.
Im Jahr 1976 gründete sie ihre eigene Werkstatt in Hennigsdorf.
Ein Jahr später trat sie in den Verband Bildender Künstler der DDR ein, dem sie bis 1990 zugehörig war. Im Jahr 1981 nahm sie am 3. Internationalen Keramiksymposium in Römhild teil.
Seit 1983 wohnt und arbeitet sie in ihrer eigenen Werkstatt in Hohen Neuendorf. In der Zeit von 1991 bis 1996 gab es Gemeinschaftsarbeiten mit dem Maler Wolf-Dieter Pfennig (* 1956). Sie war von 1991 bis 2001 Mitglied im Kunst und Form e. V. Berlin.
Seit 2004 ist sie Mitglied im Berufsverband Angewandte Kunst Berlin Brandenburg e. V.

## Ausstellungen (unvollständig)
- bis 1990 Einzelausstellungen und Ausstellungsbeteiligungen in der DDR, in Düsseldorf, Göttingen, der Sowjetunion, Polen, Ungarn, Belgien und Frankreich
- 1991 Galerie am Frankfurter Tor, Berlin
- 1993 Galerie am Fischmarkt, Erfurt Kunstlandschaften
- 1994 Galerie Passage, Berlin mit Konrad Knebel
- 1995 Galerie Unikat, Oranienburg mit Wolf-Dieter Pfennig
- 1995 Burggalerie, Magdeburg
- 1996 Sperl Galerie, Potsdam | Galerie am Wasserturm, Berlin Ausstellungsbeteiligung
- 1997 Galerie Arkus, Berlin mit Monika Bieniek
- 1998 Galerie B, Frankfurt/Oder
- 1999 Galerie im Heimatmuseum Falkensee
- 2000 Inselgalerie, Berlin
- 2001 Neue Greifengalerie, Greifswald mit Wolf-Dieter Pfennig | Landratsamt Oranienburg mit Andreas Fritsche
- 2002 Kunstgut Schmiedenfelde | Galerie im Torhaus, Neubrandenburg
- 2003 Werkhof Kukate, Wendland | Torhaus, Hamburg
- 2004 Realisation der Hutskulptur für das Stadtzentrum Luckenwalde | Schloss Reinbek | Ofen- und Keramikmuseum Velten
- 2004 u. 2005 Zeughausmesse, Berlin
- 2005 Manufakturgalerie, Berlin mit Roswitha Grüttner
- 2006 Galerie Möller, Warnemünde | Kleinste Galerie von Feliks Büttner, Rostock | Stubengalerie, Kleinmachnow
- 2007 Galerie Orangerie, Berlin | Kreativzentrum Schönewald-Glien | Leihgaben im Keramikmuseum Berlin | Greifengalerie in Greifswald
- 2008 Galerie 100, Berlin
- 2010 Kunstgut Schmiedenfelde
- 2011 Neue Greifengalerie, Greifswald
- 2012 Zeit-Kunstgalerie, Halle/Saale
- 2012 Manufakturgalerie, Berlin
- 2014 Galerie Teterow mit Günther Rechn
- 2016 HB Museum Velten, Gemeinschaftsausstellung Hedwig Bollhagen und Ihre Schüler
- 2019 Neue Greifengalerie, Greifswald mit Holger Koch